# Djoundé (Mora)
Pour les articles homonymes, voir Djoundé.
Djoundé (plus rarement Djoumdé) est à la fois un village et un canton de la commune de Mora, située dans la région de l'Extrême-Nord et le département du Mayo-Sava au Cameroun.

## Géographie
Djoundé est un massif situé non loin de la frontière avec le Nigeria, à 17 km à l'Est de Mora.
Le sol de la zone est argileux.

## Population
En 1967, la population du village seul de Djoundé était estimée à 615 habitants. Le canton compte lui une densité de 21 habitant/km²
Lors du recensement de 2005, le canton comptait 9 022 habitants et le village de Djoundé lui-même comptait 1 124 habitants dont 557 hommes et 567 femmes.

## Structure administrative du canton
Outre Djoundé proprement dit, le canton comprend les villages suivants:
- Aissa
- Badaya
- Djanpala
- Gaoutiguéré
- Konkohi
- Mahoula
- Mamourgui
- Nabagaya
- Tchikiré
- Yoldé Dadi
- Babao

## Économie
Djoundé fait partie des localités de la commune de Mora qui ne sont pas encore électrifiées.
Le marché hebdomadaire de Djoundé draine des commerçants en provenance des autres villes de la région et en provenance du Nigeria.
L'ORSTOM note au début des années 1970 que toute la partie est du canton est stérile. mais que le reste des terres sont de bonne qualité pour l'agriculture.
Au début des années 2000, des tensions dans la gestion des ressources naturelles ont conduit au développement d'une forêt communautaire.

## Éthnies et langues
On trouve à Djoundé des populations Mandara, Mada, Ourza et Ouldémé.
Dans les années 1960, grâce notamment à la qualité d'une partie des terres et grâce à la présence d'un puits, le canton de Djoundé accueille des populations de montagnards qui fuient les sécheresses, notamment lors des mauvaises années 67-68.

## Boko Haram
Les différents événements relatifs à Boko Haram ont entraîné le déplacement de 8 000 personnes dans les alentours de Mora et Djoundé. Parmi ces populations déplacées figurent des ressortissants nigérians qui se sont installés sur des sites spontanés à Djoundé.
Sur la route entre Mora et Djoundé se situe une base militaire appartenant au BIR. Amnesty International a alerté en diffusant les témoignages de huit personnes détenues au secret et torturées sur cette base.

## Films
L'action des films Du nomadisme à la sédentarisation, quotidien d'une famille au nord du Cameroun et Cows Are Better Than Money réalisés par Abdullahi Baba en 2003 se passe à Djoundé,.